# Nanorana conaensis
Nanorana conaensis es una especie de anfibio anuro de la familia Dicroglossidae.

## Distribución geográfica
Es endémica del Tíbet (China) y de Bután, y quizá en la zona adyacente de la India.  